# Scott Borchetta
Scott Borchetta (* 3. Juli 1962) ist ein US-amerikanischer Musikproduzent, der Record Executive und Gründer der Big Machine Label Group ist. 

## Frühes Leben
Borchetta wurde als Sohn der Eltern Shari und Mike Borchetta in Burbank, Kalifornien geboren. Er wuchs in den 1970er Jahren im San Fernando Valley in Südkalifornien auf. Sein Vater Mike Borchetta arbeitete in Plattenpromotionen für mehrere Plattenfirmen in Los Angeles, darunter Capitol Records, RCA Records und Mercury Records. 1978, als Borchetta 16 Jahre alt war, zog sein Vater Mike Borchetta nach Nashville, um seine eigene unabhängige Plattenförderungsfirma zu gründen. Seine Leidenschaft für die Musikindustrie entwickelte er durch High School und College weiter.

## Karriere
In Nashville spielte Borchetta Bass in einer Country-Band und verbrachte seine Tage im Postraum seines Vaters, um Country-Singles zu promoten. Nach 8 Monaten auf der Straße verließ er seine Band, da sie keinen Erfolg hatten. Während der Zusammenarbeit mit seinem Vater lernte Borchetta viel über die Musikindustrie und ihre Arbeitsweise und nutzte dieses Wissen, um Jobs bei Plattenlabels zu suchen. 1985 bekam er einen Job bei MTM Records, wo er drei Jahre blieb. Danach arbeitete er zwei Jahre als unabhängiger Promoter, bevor er in der Promotion und Künstlerentwicklung bei mehreren anderen Plattenlabels arbeitete, darunter MCA Nashville Records, DreamWorks Nashville und Universal Music Nashville.
2005 gründete Borchetta Big Machine Records mit 13 Mitarbeitern, als Präsident/CEO. Es umfasst heute vier Sublabel: Big Machine Records, BMLG Records, The Valory Music Co. und Nash Icon Records. Das Unternehmen hat sich zu einem der erfolgreichsten Independent-Labels der Welt entwickelt, das weltweit über 185 Millionen Alben verkauft und 137 Singles in den Charts platziert hat.
Borchetta hat internationale Künstler wie Taylor Swift entdeckt und vom Anfang ihrer Karriere an unterstützt. 2012 und 2015 wurde er mit dem Jo Walker Meador International Award ausgezeichnet. 2015 stiftete er mit seiner Frau MusicHasValue.com, um Musikschulen und Musikschaffende mit Förderungen zu unterstützen.
2015 wurde er neuer interner Mentor bei American Idol für die 14. und 15. Staffel des Programms. 2021 gab er bekannt, dass er mit Jade Buford als Fahrer ein neues NASCAR Xfinity Series Team starten wird.